# Kissin' Cousins (película)
Kissin' Cousins (Lit "primos besando" o "primos besosos") conocida en América Latina como "Primos queridos"  es una película de 1964 protagonizada por Elvis Presley quien interpreta un doble rol en la misma, encarnando el papel de los primos Josh Morgan y Jodie Tatum. La película es una comedia musical de Panavisión Metrocolor que contó también con la participación de la actriz Yvonne Craig quien a su vez ya había trabajado previamente con Elvis en la película "It happened at World's fair" ("Sucedió en la feria mundial" conocida en Argentina como "Rubias, morenas y pelirrojas" y como "Puños y lágrimas" en otros países) donde ella aparece en un segmento de romance y seducción, al comienzo de la película, mientras que Elvis le canta la canción "Relax", y la actriz Pamela Austin quien a su vez ya había trabajado previamente con Elvis en la película "Blue Hawaii" (conocida en España como "Amor en Hawai") 

## Argumento
El gobierno de los Estados Unidos ha fracasado en las negociaciones para alquilar como puesto militar, el tope de la montaña adquirida por Pappy Tatum, en las Great Smoky Mountains ("Las Grandes Montañas Humeantes") del estado de Tennessee, para ser usada como una base misilística. El general norteamericano del ejército  Alvin Donford le da al capitán Robert Salbo siete días para cerrar un trato de alquiler o enfrentarse de manera permanente a ser asignado a Groenlandia. Luego de una rápida búsqueda por computadora, Salbo solicita que el piloto de la Fuerza Aérea Norteamericana Josh Morgan, quien además nació en Great Smoky Mountains sea asignado como su segundo oficial al mando. Cuando ellos finalmente llegan al lugar con un pequeño grupo de hombres, el moreno Josh se sorprende al encontrarse con su primo tercero, un montañés que luce casi exactamente como él a excepción de tener el cabello rubio. 
Josh también se encuentra con dos hermosas primas campesinas, Azalea y Selena quienes se ganan su afecto. Josh finalmente escoge a Azalea y Selena forma pareja con el sargento William Bailey. Jodie, por otra parte, se vuelve loco por ganarse la atención de Midge Riley, una hermosa pero a la vez fiera soldado. Además hay un grupo de 13 campesinas  llamadas las Kittyhawks quienes crean estragos cuando fijan sus deseos en casarse optativamente con los soldados.
Josh persuade a Pappy Tatum para rentar la cima de la montaña al gobierno por un pago mensual de US$ 1,000 (unos US$8,300 de hoy día) a cambio de que construyan un camino de acceso desde la parte más alejada y que los militares le provean seguridad para que los empleados del gobierno específicamente el bureau dedicado al control del alcohol y tabaco, no accedan a la propiedad de Tatum.

## Protagonistas
- Elvis Presley como Josh Morgan / Jodie Tatum
- Arthur O'Connell como Pappy Tatum
- Glenda Farrell como Ma Tatum
- Jack Albertson como el capitán Robert Salbo
- Pamela Austin como Selena Tatum
- Cynthia Pepper como Midge
- Yvonne Craig como Azalea Tatum
- Donald Woods como el general Alvin Donford
- Tommy Farrell como Master Sargtento William George Bailey
- Beverly Powers como Trudy (una Kittyhawk)
- Hortense Petra como Dixie (un periodista de un diario)
- Robert Stone como General de Aide
- Robert Carson como General Sam Kruger (sin acreditar)
- Joe Espósito como Mike (sin acreditar)
- Lynn Fields como Bailarina hillbilly (sin acreditar)
- Jane Crowley como hillbilly

## Banda sonora
Ver Kissin' Cousin (álbum)
La canción homónima de la película "Kissin' Cousins", la cual fue interpretada al final de la misma, alcanzó el puesto #12 en el Billboard Hot 100 y fue certificada como disco de oro por la RIAA. En el UK Chart la canción entró en el Top 10 alcanzando el puesto # 12.

## Nominaciones
Los escritores Gene Nelson y Gerald Drayson Adams fuero nominados por Kissin' Cousin para el premio Writers Guild of America Award que finalmente le fue otorgado a la película Mary Popins.

## Recepción y recaudación
Al igual que sucedió con otras películas de Elvis durante la década de 1960, pese a que la película obtuvo críticas que rondaron entre desfavorables y mixtas por parte de críticos como Variety que comentó que Elvis necesitaba y merecía películas más substanciales que ésta,  o el caso de Margaret Harford de Los Angeles Times quien calificó la película como "una mezcla juguetona de 'Siete novias para siete hermanos' y 'Li'l Abner'". Y opinó que, "Obtienes el valor de tu dinero antes de que llegue la monotonía, como ocurre en casi todas las películas de Presley",  la película consiguió recaudar en el mercado doméstico (USA - Canadá) la suma de US$ 3.000.000 acorde a la inflación de ese entonces. 
La audiencia de Rotten Tomatoes calificó el film con un 44% de aprobación.